# Annerose Fiedlerová
Annerose Fiedlerová, rozená Krumpholzová (* 5. září 1951, Kutzleben, Durynsko) je bývalá východoněmecká atletka, jejíž specializací byly krátké překážkové běhy.
V roce 1972 reprezentovala na letních olympijských hrách v Mnichově, kde ve finále doběhla jako sedmá v čase 13,27. Olympijskou vítězkou se zde stala Annelie Ehrhardtová a bronz získala další východoněmecká překážkářka Karin Balzerová.
Největší úspěchy zaznamenala v roce 1974. Na halovém mistrovství Evropy v Göteborgu získala stříbrnou medaili. V letní sezóně poté vybojovala stříbro i na mistrovství Evropy v Římě (12,89). O rok později doběhla na HME v polských Katovicích na čtvrtém místě. Zúčastnila se pražského mistrovství Evropy v roce 1978, kde na stadionu Evžena Rošického skončila ve finále na šestém místě (13,09).